# Roccu u stortu
Roccu u stortu è un monologo teatrale in dialetto calabrese e in lingua scritto da Francesco Suriano. È stato messo in scena da Fulvio Cauteruccio della compagnia teatrale Krypton, insieme al Parto delle Nuvole Pesanti, dal 2002. Il testo è stato segnalato al Premio Riccione per il teatro nel 1999. Lo spettacolo viene presentato in prima nazionale al Teatro Studio di Scandicci l’8 marzo 2001.

## Trama
Rocco Sprizzi è un soldato del 142º reggimento fanteria, 6ª compagnia della Brigata Catanzaro, partito per la prima guerra mondiale per la promessa di un pezzo di terra. È chiamato U stortu, cioè lo storto, il pazzo, lo scemo del villaggio da cui proviene. Roccu racconta la propria storia, prima e durante la guerra, fino alla decimazione, avvenuta a Santa Maria la Longa il 16 luglio 1917.

## Scena
La scena è costituita da due elementi: una trincea di cartapesta, davanti, dietro e sopra la quale Roccu racconta la propria storia, e un'impalcatura traballante, sbilenca, asimmetrica, che si erge alle sue spalle e sulla quale il gruppo Il Parto delle Nuvole Pesanti suona i brani che costituiscono parte integrante dell'opera.

## Musica
Parte integrante dell'opera è la musica, suonata dal Parto delle Nuvole Pesanti e pubblicata nell'omonimo album Roccu u stortu (musiche originali dello spettacolo teatrale).

## Adattamento
Roccu u stortu ha avuto un altro adattamento: Bachisio Spanu, epopea di un contadino sardo alla guerra. Il protagonista è un fante della Brigata Sassari, un contadino della Sardegna che è al tempo stesso uno storico che espone, con i suoi poveri mezzi, in una lingua semplice, la terribile cronaca della Grande Guerra. Il testo è integrato da inserti tratti dal monologo teatrale di Francesco Suriano Roccu u stortu (opera segnalata da Franco Quadri al Premio Riccione), ed è stato tradotto in campidanese da Rossana Copez, che ha operato una radicale trasformazione linguistica rispetto al calabro-italiano dell'originale, lasciando però intatta la struttura drammaturgica voluta da Suriano, fatta di continui flash-back frutto di una memoria ingolfata da immagini terrificanti di morte e distruzione. La regia è stata di Marco Parodi.
Roccu u stortu di Francesco Suriano adattamento televisivo. Realizzato nell'Anfiteatro di Palmi (R.C.). Andato in onda su Rai Due "Palcoscenico" il 27/12/2002. Regia TV Giovanni Ribet. Interprete Fulvio Cauteruccio. 
Roccu u stortu è stato realizzato per Sky Arte in Atto Unico da Vinicio Marchioni con l'episodio "I Cani"  febbraio 2013.
Roccu u stortu ha avuto una menzione speciale nel Premio Internazionale "Teatro Nudo" di Teresa Pomodoro ed. 2015-2016.